# 3. armadna oblast (Kraljevina Jugoslavija)
3. armadna oblast je bil štab, ki je nadzoroval vojaške enote v moči armade in je deloval v okviru Kraljevine Jugoslavije.
Armadna oblast je bila lokacirana v Skopju.

## Organizacija
1. september 1939
- Bregališka divizija (Štip)

- 22. pehotni polk (Kumanovo)
- 23. pehotni polk (Štip)
- 49. pehotni polk (Strumica)
- 27. samostojni artilerijski divizion (Skopje)
- 11. artilerijski polk (Štip)

- Vardarska divizija (Bitolj)

- 21. pehotni polk (Skopje)
- 46. pehotni polk (Bitolj)
- 47. pehotni polk (Debar)
- 29. samostojni artilerijski divizion (Bitolj)
- 13. artilerijski polk (Prilep)

- Kosovska divizija (Priština)

- 24. pehotni polk (Kosovska Mitrovica)
- 30. pehotni polk (Prizren)
- 31. pehotni polk (Priština)
- 56. pehotni polk (Đakovica)
- 12. samostojni artilerijski divizion (Kosovska Mitrovica)
- 28. artilerijski polk (Priština)

- Artilerijski polk Skopje
- Avtomobilski polk Skopje